# Droid (шрифт)
Droid — семейство шрифтов, созданное Ascender Corporation (англ. Ascender Corporation), лицензируемое согласно лицензии Apache. Шрифты предназначены для использования на маленьких экранах мобильных телефонов и были спроектированы Стивом Мэттезоном из Ascender Corporation. Название было дано Open Handset Alliance.
Семейство шрифтов состоит из Droid Sans, Droid Sans Mono и Droid Serif.
Droid использовался в устройствах Android в качестве шрифтов по умолчанию до Android 4.0, когда он был заменен на Roboto.

## Droid Sans
Droid Sans — шрифт без засечек, сделано компанией Ascender Corporation. Использовался в устройствах Android до версии 4.0

## Droid Serif
Droid Serif — шрифт с засечками, сделано компанией Ascender Corporation. Использовался в устройствах Android до версии 4.0

## Droid Sans Mono
Droid Sans Mono — моноширинный шрифт, сделано компанией Ascender Corporation. Использовался в устройствах Android до версии 4.0

## Начертание

Droid Sans
Droid Serif
Droid Sans Mono